# Stemmiulus regressus
Stemmiulus regressus är en mångfotingart. Stemmiulus regressus ingår i släktet Stemmiulus och familjen Stemmiulidae. Inga underarter finns listade i Catalogue of Life.